# Sebaea schlechteri
Sebaea schlechteri är en gentianaväxtart som beskrevs av Schinz. Sebaea schlechteri ingår i släktet Sebaea och familjen gentianaväxter. Inga underarter finns listade i Catalogue of Life.